# 白马高地站
白马高地站（：／ Baengmagoji yeok */?）是京元線的終點車站，位于韓國江原特別自治道鐵原郡鐵原邑。本站于2012年11月20日开通使用，是京元线目前可运营范围内的最北端的车站。

## 車站結構

### 月台配置
| ↑新炭里  |
|          |
| 起終點站 |

| 月台 | 路線   | 類別               | 目的地                   |
| ---- | ------ | ------------------ | ------------------------ |
| 月台 | 京元線 | 通勤列車、和平列車 | 漣川、東豆川、清涼里方向 |

## 京元线复建工程
2007年12月4日，自京元线新炭里站向北复建工程开始启动，目前暂时向北延伸5.6公里，修建至铁原站附近。由于本站距离已停用的铁原站距离较近，所以沿线村民希望将此站命名为铁原站外站，不过由于附近存在有因白马山战役而闻名的白马高地，故最终定名为白马高地站。

## 历史
- 2007年12月4日：新炭－白馬高地段開工。
- 2012年11月20日：營業開始以7－8回運行。
- 2014年4月14日：京元線通勤列車11回運行。
- 2014年8月1日：和平列車（DMZ列車）開始營運。
- 2015年8月5日：京元線白馬高地－月井單線非電鐵部分復原開工儀式於白馬高地站舉行。
- 2016年6月：京元線北延工程中斷。

## 车站周边
- 白马山战役纪念碑

## 相鄰車站
韓國鐵道公社
京元線
新炭里－白馬高地